# Bulbostylis trichoides
Bulbostylis trichoides là một loài thực vật có hoa trong họ Cói. Loài này được (Schrad. ex Schult.) Beetle mô tả khoa học đầu tiên năm 1944.